# Pat Benatar
Patricia Mae Andrzejewski (* 10. ledna 1953 v Brooklynu, New York), známá jako Pat Benatar, je americká rocková písničkářka a čtyřnásobná držitelka ceny Grammy. Ve Spojených státech měla dvě multi-platinová alba, pět platinových a 15 singlů v Billboard Top 40, zatímco v Kanadě dosáhla osmi platinových alb.
Nazpívala hity jako „Hit Me With Your Best Shot“ nebo „Love Is Battlefield“.
Debutové album In the Heat of the Night z roku 1979 znamenalo průlom v Severní Americe, zejména v Kanadě, kde se dostalo na třetí místo albového žebříčku. Dva singly z něj se staly hity: "Heartbreaker" a "We Live for Love", který napsal její kytarista a budoucí manžel Neil Giraldo. Druhé album Crimes of Passion z roku 1980, bylo jejím nejúspěšnějším dílem, které se umístilo na 2. místě v Severní Americe a ve Francii a získalo 4x, resp. 5x platinový certifikát v USA a Kanadě. Singl "Hit Me with Your Best Shot" se dostal do Top 10 v USA a Kanadě a je považován za její nejznámější píseň. Třetí album Precious Time (1981), bylo dalším úspěchem, dostalo se na vrchol americké albové hitparády a stalo se jejím prvním albem v Top 10 v Austrálii. Její singl "Fire and Ice" se umístil vysoko v hitparádách v USA a Kanadě. Její další album, Get Nervous (1982), se prodávalo hůře než předchozí dvě alba, ale obsahovalo severoamerický hit "Shadows of the Night".
V roce 1983 se začala ubírat směrem k atmosféričtějšímu popu. Singl "Love Is a Battlefield" (1983) byl jejím největším hitem ve většině zemí, mimo jiné se dostal na první místo v Nizozemsku, Austrálii a v americkém žebříčku Rock Tracks a na páté místo v žebříčku US Hot 100. V roce 1983 se Benatarová dostala na první místo v žebříčku hitparád. Živé album, z něhož pochází "Live from Earth", bylo jejím nejprodávanějším v Austrálii, Německu a Nizozemsku. V roce 1984 Benatar vydala album Tropico a jeho hlavní singl "We Belong", který se dostal do Top 10 v několika zemích, včetně 5. místa v žebříčku US Hot 100.
Album Seven the Hard Way z roku 1985 se prodávalo hůře, ale přineslo dva singly, které se vracely k rockovému duchu: "Invincible", který se v Severní Americe dostal do Top 10 a "Sex as a Weapon". Její následující album Wide Awake in Dreamland (1988) znamenalo oživení prodeje v Kanadě a Austrálii a bylo jejím největším hitem ve Velké Británii. Její rocková skladba "All Fired Up" se stala významným hitem v Kanadě, Austrálii a USA. Benatar vydala v letech 1991–2003 další čtyři alba a v roce 2020 byla nominována na uvedení do Rokenrolové síně slávy.